# Leon Mangin
Św. Léon-Ignace Mangin (chiń. 任德芬; pinyin Rèn Défēn; ur. 30 lipca 1857 w Verny we Francji, zm. 20 lipca 1900 w Zhujiahe, prowincja Hebei w Chinach) – francuski jezuita, misjonarz, męczennik, święty Kościoła katolickiego.

## Życiorys
Jego ojciec był prawnikiem. Najpierw uczył się w szkole niedaleko Thionville, później w Metzu i Amiens. 5 listopada 1875 r. wstąpił do nowicjatu jezuitów w Amiens. Został nauczycielem, lubił swoją pracę.
W 1882 r. został wysłany jako misjonarz do Chin. 17 września opuścił Marsylię i po 6 tygodniach przybył do Tiencin. 31 lipca 1886 r. przyjął święcenia kapłańskie w Changjizhuang w prowincji Hebei razem z Remigiuszem Isoré. Jego pierwszą parafią było Gucheng. W 1890 r. został dziekanem Hejian. Obszar ten obejmował 240 parafii z ok. 20.000 wiernymi i 9 księżmi. W 1900 r. został przeniesiony do wsi Zhujiahe w powiecie Jingxian, prowincja Hebei.
Podczas powstania bokserów doszło do prześladowania chrześcijan. Wieś Zhujiahe ufortyfikowano tak, jak to było tylko możliwe, żeby zabezpieczyć ją przed atakami. Następnie ojciec Mangin zaproponował ojcu Denn, żeby opuścił pobliską wioskę w której przebywał i przeniósł się do Zhujiahe. 15 lipca 1900 r. bokserzy zaatakowali wieś, ale nie udało im się jej zdobyć, podobnie atak następnego dnia skończył się porażką. Dopiero gdy zostali wzmocnieni przez oddział ok. 2000 żołnierzy armii cesarskiej, bokserzy zdobyli wieś 20 lipca. Leon Mangin razem z ojcem Denn zebrali w kościele pewną liczbę wiernych, którzy nie chcieli wyrzec się wiary i modlili się z nimi. Tylko kilka osób skorzystało z oferty bokserów, że zostaną oszczędzeni jeżeli wyrzekną się wiary. Leon Mangin został zamordowany w kościele podczas modlitwy razem z Pawłem Denn i wieloma wiernymi. Następnie bokserzy podpalili kościół. Szczątki pozostały na miejscu męczeństwa do 1901 r., kiedy zostały zebrane, a następnie pochowane w nowym kościele zbudowanym w tym samym miejscu.

## Dzień wspomnienia
9 lipca w grupie 120 męczenników chińskich

## Proces beatyfikacyjny i kanonizacyjny
Został beatyfikowany 17 kwietnia 1955 r. przez Piusa XII w grupie Leon Mangin i 55 Towarzyszy. Kanonizowany w grupie 120 męczenników chińskich 1 października 2000 r. przez Jana Pawła II.